# Adam Gottlob Moltke
Conde Adam Gottlob Moltke (10 de noviembre de 1710-25 de septiembre de 1792) fue un cortesano, estadista y diplomático danés, nacido en Riesenhof (Mecklemburgo). 
Aunque de origen alemán, muchos de los Moltke se hallaban en esos tiempos al servicio danés, considerado un trampolín más importante y prometedor que el servicio de alguno de los príncipes nativos. A través de uno de sus tíos, el joven Moltke consiguió un puesto en la corte danesa, en cuyo entorno labró una duradera amistad con el príncipe Federico, más tarde rey Federico V de Dinamarca.
Inmediatamente tras su ascensión, Federico convirtió a Moltke en Lord Chambelán y le colmó de títulos de favor, convirtiéndole en consejero privado, conde y concediéndole varias haciendas, entre ellas Bregentved. Como compañero del rey, la influencia de Moltke creció hasta el punto que los diplomáticos extranjeros declaraban que «podía nombrar y destituir ministros a voluntad». Es de notar la actitud de Moltke hacia los dos distinguidos estadistas que jugaron un papel primordial durante el reinado de Federico, Johan Sigismund Schulin y el anciano Bernstorff. Hacia Schulin sentía una especie de veneración, mientras que Bernstorff le irritaba por sus aires de consciente superioridad. A pesar de la existencia de una intriga prusiana destinada a destituir a Bernstorff en favor de Moltke, este último, convencido de que Bernstoff era el hombre adecuado en la posición adecuada, le apoyó con una lealtad irreversible.
Las ideas de Moltke eran menos liberales que las de muchos de sus contemporáneos. Recelaba de los proyectos de emancipación de los siervos pero, como uno de los mayores terratenientes de Dinamarca, sirvió a la agricultura aliviando la carga impositiva de los campesinos e introduciendo mejoras técnicas y científicas, que incrementaron asimismo la producción. Su mayor mérito, sin embargo, fue la tutela que ejerció sobre el rey.
A la muerte de la reina Luisa, el rey habría contraído matrimonio con una de las hijas de Moltke, de no haber declinado perentoriamente tan peligroso honor. A la muerte del rey, que murió en sus brazos (14 de enero de 1766), el poder de Moltke declinó. El nuevo rey, Cristián VII, no le soportaba, y exclamó, en referencia a su desgarbada figura: «Es cigüeña por debajo y zorro por encima». En aquella época Moltke se había vuelto impopular, pues se sospechaba erróneamente que se había enriquecido a costa de dinero público. En julio de 1766 fue cesado de todos sus cargos y se retiró a su hacienda de Bregentved. Posteriormente, gracias al interés de Rusia, a quien siempre había sido favorable, recuperó su silla en el consejo (8 de febrero de 1768), pero su influencia se había diluido y tuvo una corta duración. Fue de nuevo cesado sin pensión el 10 de diciembre de 1770, por negarse a cualquier tipo de colaboración con Struensee. Vivió en el retiro hasta su muerte, el 25 de septiembre de 1792.
Sus memorias, escritas en alemán y publicadas en 1870, poseen una importancia histórica considerable.